# Czerwony Szlak Przemysko-Sanocki

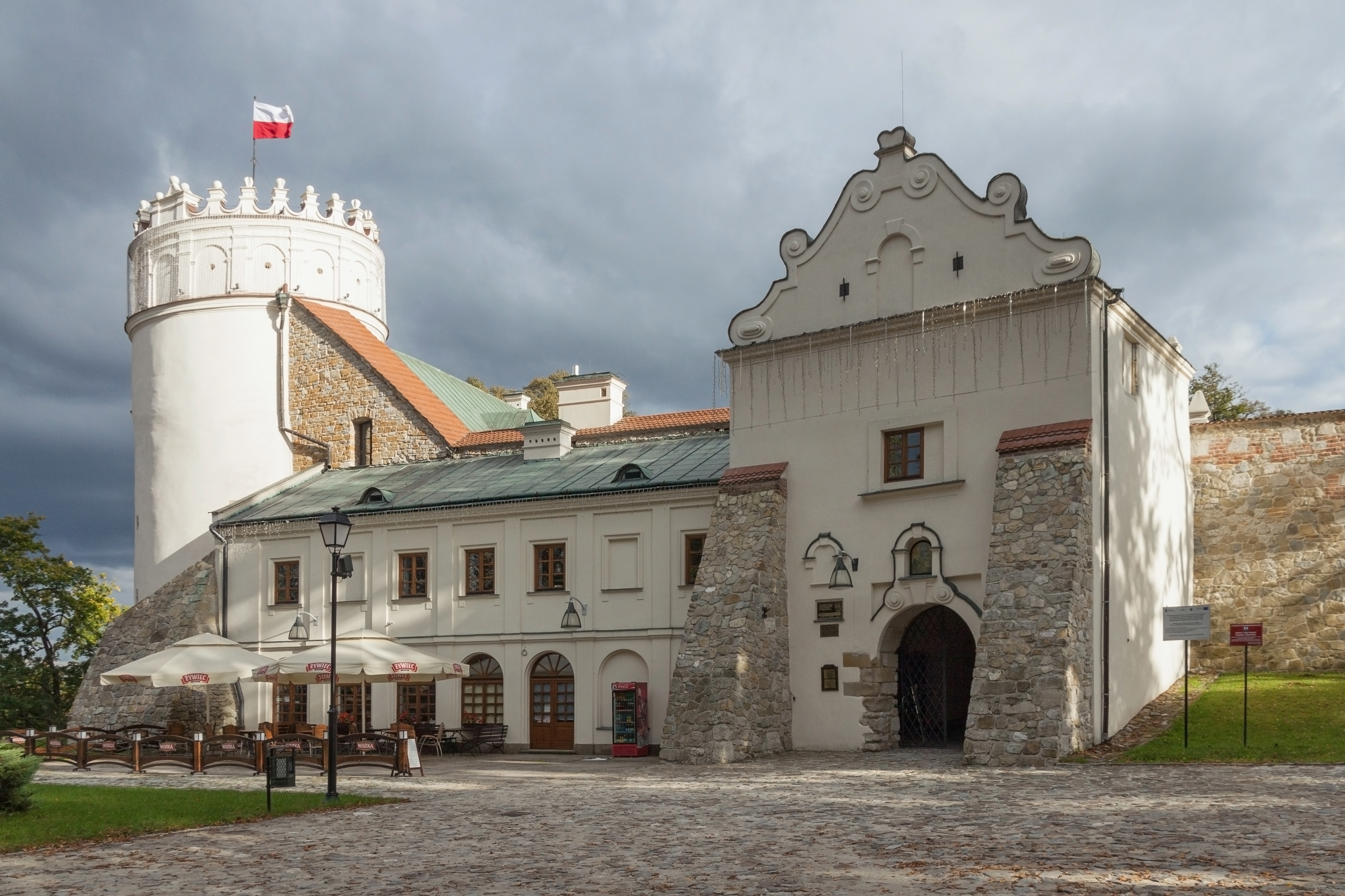
Zamek Kazimierzowski w Przemyślu

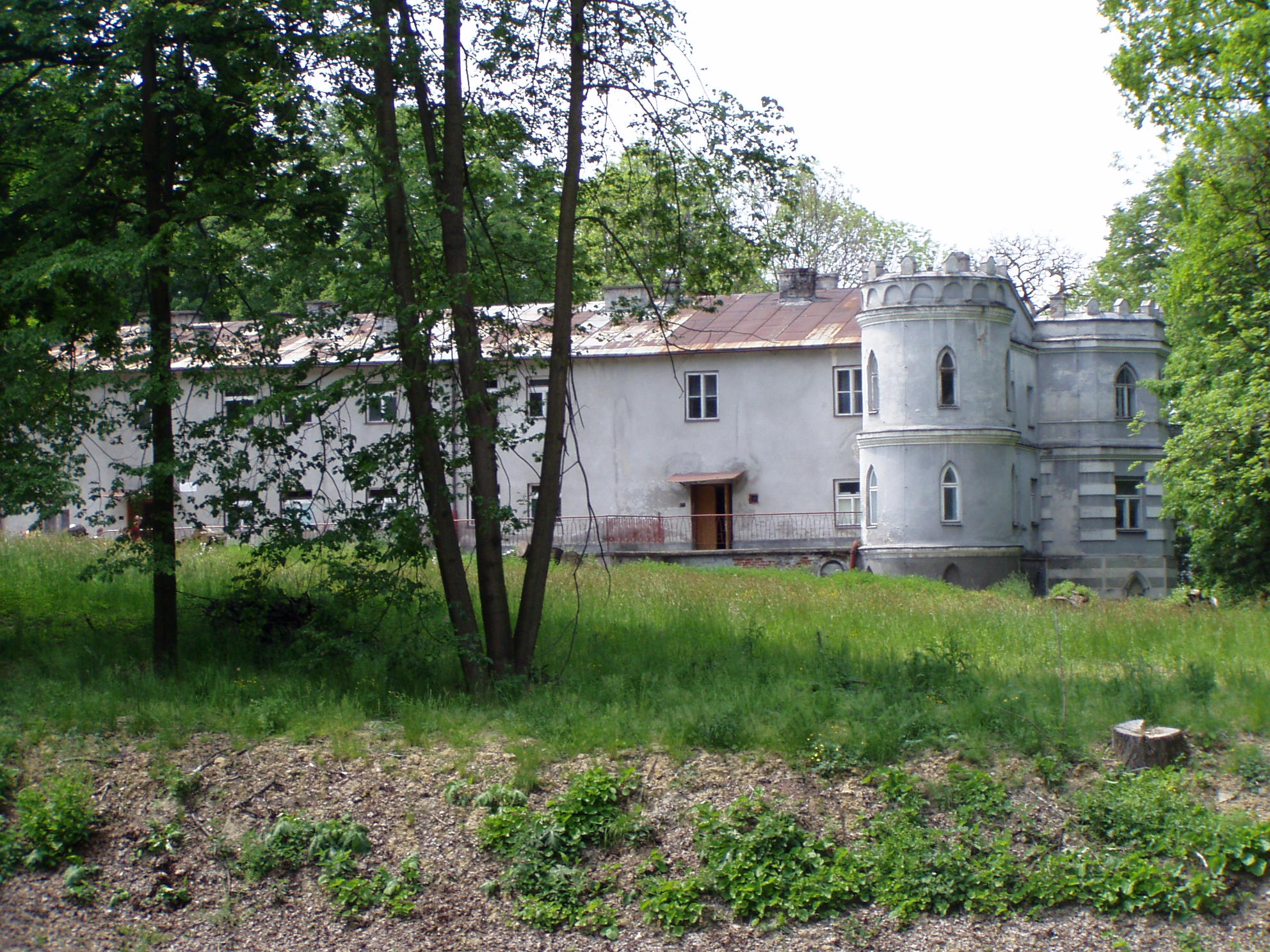
Pałac w Birczy

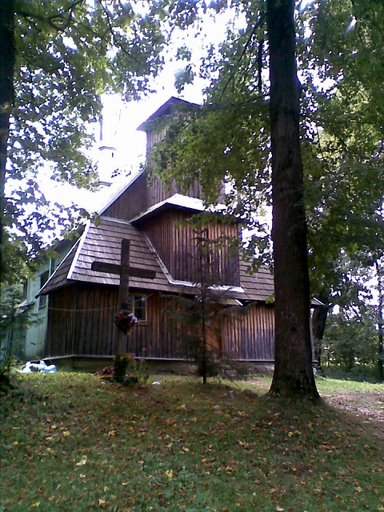
Cerkiew Narodzenia NMP w Rakowej

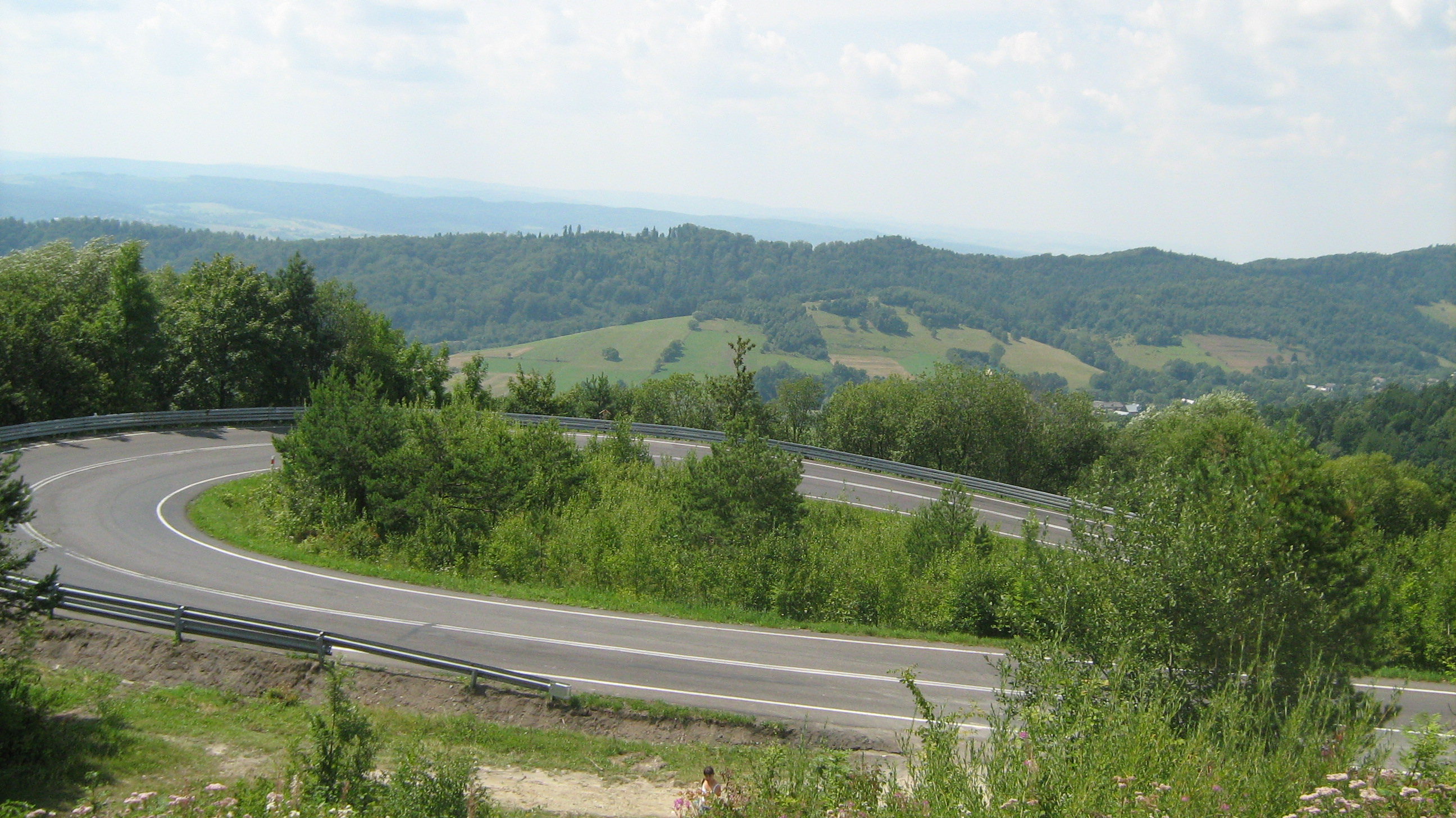
Widok spod przełęczy Przysłup

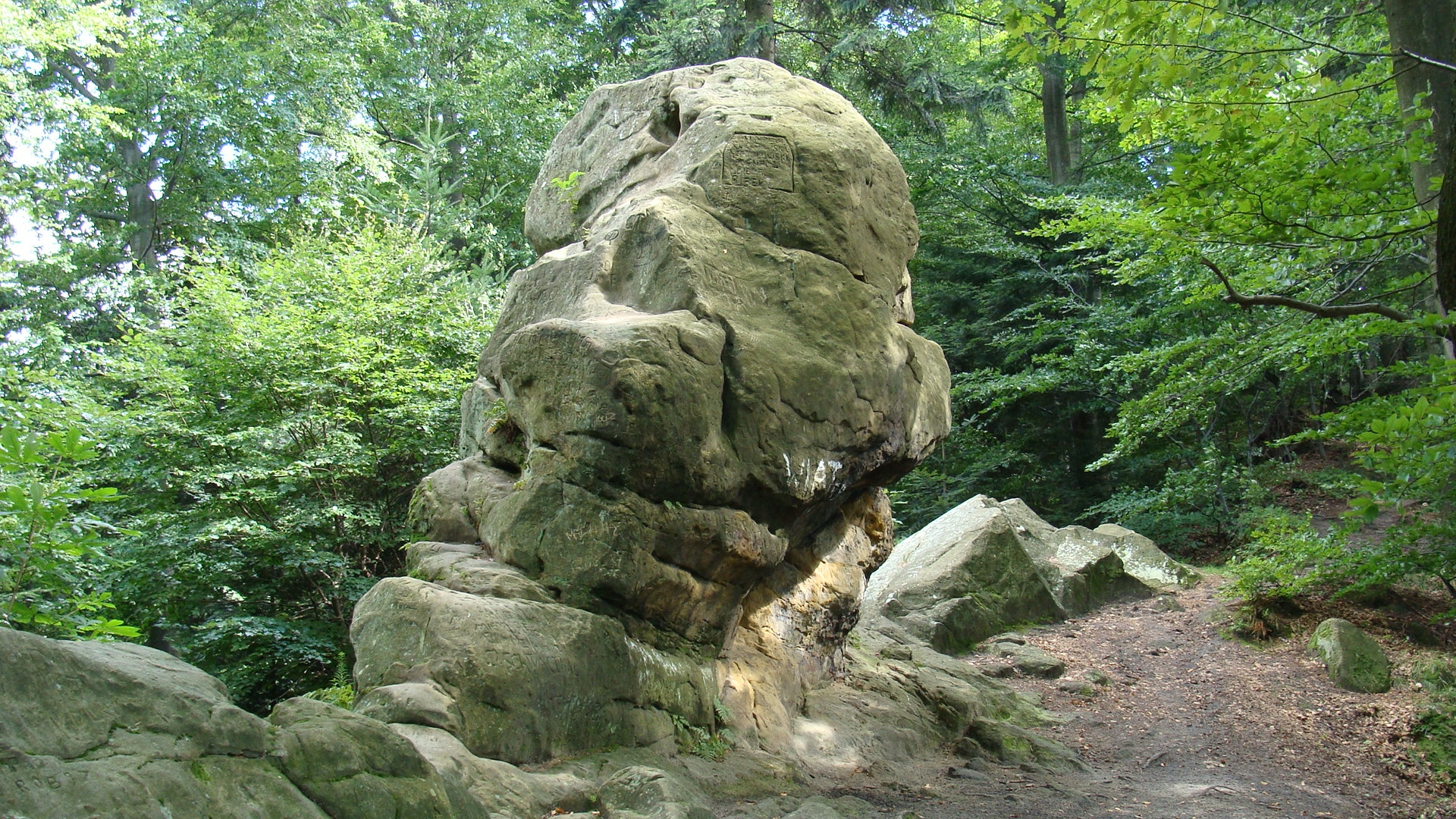
Szczyt Orlego Kamienia

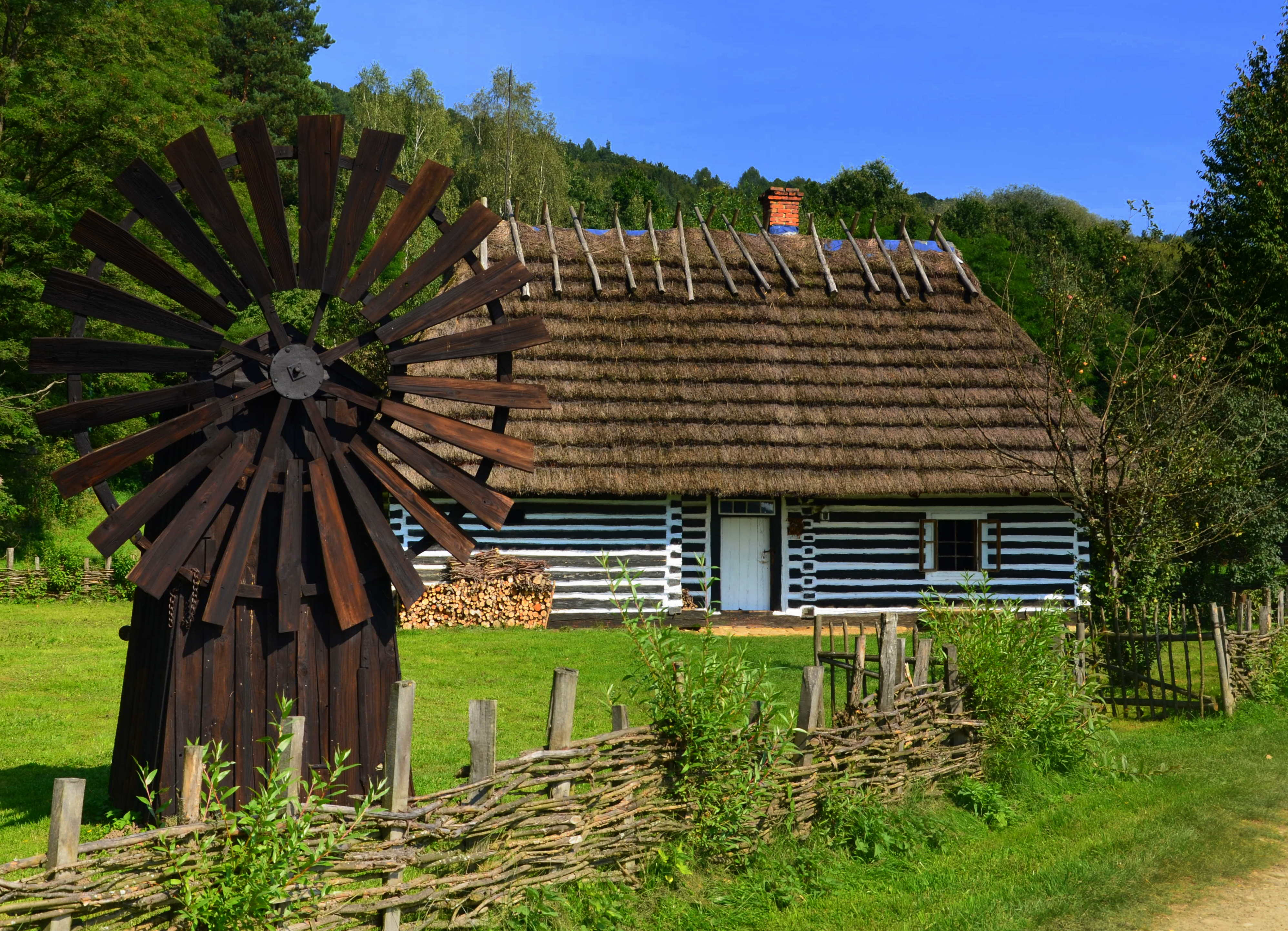
Muzeum Budownictwa Ludowego w Sanoku

 Czerwony Szlak Przemysko-Sanocki – szlak turystyczny znakowany kolorem czerwonym biegnący od Przemyśla do Sanoka, przebiegający przez Pogórze Przemyskie oraz Góry Sanocko-Turczańskie. Całkowity ciągły czas przejścia szlaku to 19 godzin.

## Przebieg szlaku
- Mapa szlaku online: link

### Pogórze Przemyskie
| Czas przejścia | Miejsce                  | Wysokość m n.p.m. | Skrzyżowania szlaków |
| -------------- | ------------------------ | ----------------- | --- |
|                | Przemyśl                 |                   | Bachórz przez Łętownię, Bukowy Garb |
| bd.            | Przemyśl Wzgórze Zamkowe | 270 m n.p.m.      | |
| bd.            | Przełęcz pod Wapielnicą  | 306 m n.p.m.      | |
| bd.            | Wapielnica               | 394 m n.p.m.      | Szlak Grybów-Rzeszów: Dynów przez Krasiczyn, Krzeczkową, Hutę Brzuską Szlak forteczny: Dybawka Szlak forteczny: Medyka Towarowa (DK 28) przez: Pikulice, Łuczyce, Jaksmanice |
| + 1,00 h       | Helicha                  | 420 m n.p.m.      | |
| + 1,15 h       |                          | 415 m n.p.m.      | Szlak Grybów-Rzeszów: Kalwaria Pacławska przez Szybenicę, Koniuszą, Gruszową, Huwniki                                                                                        |
| + 1,50 h       | Rokszyce                 |                   | |
| + 2,10 h       | Brylińce                 |                   | |
| + 3,55 h       | Kopystańka               | 541 m n.p.m.      | Rybotycze |
| + 5,00 h       | Łodzinka Dolna           |                   | |
| + 5,45 h       | Łodzinka Górna           |                   | |
|                | Chomińskie               | 468 m n.p.m.      | |
| + 6,40 h       | Bircza                   |                   | |
| + 8,35 h       |                          |                   | Leszczawa Dolna |
| + 8,50 h       |                          | 470 m n.p.m.      | Jamna przez Grąziową |
|                | Przełęcz Nad Łomną       | 452 m n.p.m.      | |
| + 9,25 h       | Leszczawa Górna          |                   | |
| + 9,50 h       | przełęcz Roztoka         | 519 m n.p.m.      | |

### Góry Sanocko-Turczańskie
| Czas przejścia | Miejsce             | Wysokość m n.p.m. | Skrzyżowania szlaków                                                       |
| -------------- | ------------------- | ----------------- | -------------------------------------------------------------------------- |
| + 9,50 h       | przełęcz Roztoka    | 519 m n.p.m.      |                                                                            |
| + 10,20 h      | Poręba Wysoka       | 616 m n.p.m.      | Szlak śladami dobrego wojaka Szwejka: Przełęcz pod Brańcową przez Brańcową |
| + 11,15 h      | Zawadka             |                   |                                                                            |
| + 12,00 h      | Rakowa              |                   | Szlak śladami dobrego wojaka Szwejka: Tyrawa Wołoska                       |
| + 13,30 h      | Słonny              | 668 m n.p.m.      |                                                                            |
| + 14,10 h      |                     |                   | Zamek Sobień Szlak śladami dobrego wojaka Szwejka: Tyrawa Wołoska          |
| + 14,25 h      | przełęcz Przysłup   | 620 m n.p.m.      |                                                                            |
|                | Słonna              | 629 m n.p.m.      |                                                                            |
| + 15,45 h      | przełęcz nad Liszną | 486 m n.p.m.      | Bykowce przez Granickę                                                     |
| + 16,10 h      | Orli Kamień         | 518 m n.p.m.      | Sanok dw. kol.                                                             |
| + 17,00 h      | Sanok Biała Góra    |                   |                                                                            |
| bd             | Sanok dw. kol       |                   | Orli Kamień Chryszczata przez Morochów, Brzozowiec, Pogary, Suliłę         |